# Schibsted
Schibsted mit Sitz in Oslo ist ein börsennotierter norwegischer Medien- und Onlinehandels-Konzern, der in 29 Ländern aktiv ist, vor allem in Schweden und Norwegen.
Schibsted ist in nahezu allen Medienbereichen aktiv und besitzt Produkte, Rechte und Formate im Bereich von Zeitungen, Fernsehen, Film und Internet.
Die umfangreichen internationalen Aktivitäten der Gruppe im Online-Bereich (Kleinanzeigen und virtuelle Marktplätze außerhalb Skandinaviens) wurden 2018 im Rahmen eines Spin-offs herausgelöst und werden seither unter dem Namen Adevinta als börsennotierte Tochtergesellschaft geführt.

## Hintergrund
Im Jahr 1839 gründete Christian Schibsted den Schibsted Forlag. Seit 1860 gibt er „Christiania Adresseblad“ heraus, das seit 1885 als „Aftenposten“ bekannt ist.
1989 wurde aus dem Familienunternehmen eine Aktiengesellschaft, die seit 1992 an der Osloer Börse notiert und Bestandteil des OBX Index ist.
In den 1990er und 2000er Jahren kaufte Schibsted einige internationale Zeitungen.
In Deutschland wurde das Unternehmen im Jahr 2000 vor allem durch den Kölner Zeitungskrieg bekannt, als man erfolglos versuchte, auch in Deutschland die kostenlose Tageszeitung „20 Minuten“ zu etablieren.
Neben den Medienaktivitäten war das Unternehmen ab der Jahrtausendwende im Online-Bereich mit Kleinanzeigen und virtuellen Marktplätzen u. a. in Frankreich tätig, wo es unter dem Namen Leboncoin den führenden marketplace betreibt. Im Rahmen eines Spin-offs wurde das internationale, nicht-skandinavische Online-Geschäft Ende 2008 herausgelöst; dieses wird ab April 2019 unter dem Namen Adevinta als eigenständige börsennotierte Tochtergesellschaft (Anteil Schibstedt: 60 %) geführt.

## Beteiligungen

### Norwegen
Schibsted besitzt die beiden Osloer Tageszeitungen Aftenposten und Verdens Gang und damit zwei der drei größten norwegischen Tageszeitungen. Darüber hinaus besitzt der Konzern die großen regionalen Zeitungen Bergens Tidende, Fædrelandsvennen und Stavanger Aftenblad, sowie eine Reihe Lokalzeitungen. Durch seine verschiedenen Zeitungen kontrolliert Schibsted auch ca. 30 % der norwegischen Nachrichtenagentur Norsk Telegrambyrå.

### Schweden
In Schweden gehören die Zeitungen Aftonbladet und Svenska Dagbladet zu Schibsted. Außerdem gehören die Filmproduktionsfirma Metronome Film & Television und die Vertriebsgesellschaft Metronome zum Konzern. Im Bereich des Internets gehören der virtuelle Marktplatz blocket.se und das Branchenverzeichnis hitta.se zur Schibsted. Darüber hinaus gibt das Unternehmen noch einige Magazine heraus. Der Umsatz von Schibsted machte mit 224 Milliarden Kronen (ca. 30 Milliarden CHF) 6,4 % des schwedischen Bruttonationalprodukts aus.

### Schweiz
Schibsted lancierte in der Schweiz den kostenlosen Online-Marktplatz Tutti.ch. Das Portal ist seit Februar 2010 online und verfügt derzeit über ca. 160 000 Einträge und 1 Million User. Wie beim schwedischen Vorbild blocket.se können Inserate nach Kantonen unterteilt geschaltet werden.
Die Finanzierung von Tutti.ch ist vollständig durch Werbung abgedeckt, um ein unabhängiges Portal zu gewährleisten. Für Inserenten und Käufer bedeutet dies, dass keine Transaktionskosten anfallen und der gesamte Verkaufsprozess kostenlos bleibt. Die Plattform tutti.ch wurde 2015 an die Mediengruppe Tamedia verkauft.

### Übriges Europa
Im übrigen Europa ist Schibsted vor allem durch die 20 Min. Holding AG bekannt, welche die kostenlose Tageszeitung 20 Minuten herausgibt. Die Schweizer Ausgabe der Zeitung gehörte früher auch zu Schibsted, wird seit 2005 allerdings vom Schweizer Unternehmen Tamedia herausgegeben; auch Frankreich wurde der Anteil an 20 minutes 2016 an den lokalen joint-venture-Partner verkauft. In Russland gibt Schibsted die Gratiszeitung „Мой район“ (etwa: mein Gebiet, meine Region, siehe auch Rajon) heraus. In Österreich betreibt Schibsted bzw. seit 2018 Adevinta den mit Tutti.ch vergleichbaren Onlinemarktplatz Willhaben.at. In Litauen betreibt Schibsted die kostenlose Wochenzeitung 15 min.